# Anastasius Adam
Anastasius Adam OFMConv (* 1795 in Oberdorf bei Solothurn; † 28. Februar 1848 in Solothurn) war ein Schweizer Geistlicher und Mitglied des Minoritenordens (Franziskaner-Konventualen).

## Leben
Die Eltern des Anastasius Adam betrieben eine Sennerei in Oberdorf.
Aufgrund einer Kopfverletzung, die er sich im Kindesalter beim Holzsammeln im Wald zugezogen hatte, wurde er zum Solothurner Wundarzt Chirurg Leonhard Reuschlin gebracht und blieb bei diesem längere Zeit zur Pflege und Behandlung im Haus. Durch den Arzt gefördert, konnte er mit der Einwilligung seiner Eltern studieren. Seine Gymnasial- und philosophischen Studien absolvierte er am Kollegium in Solothurn und trat 1815 in das Noviziat der Strassburger Provinz des Minoritenordens (Provincia Argentina Conventualium) in Freiburg ein, in dem er 1816 die feierlichen Ordensgelübde ablegte. Nachdem er im Orden seine Studien beendet hatte, wurde er 1819 zum Priester geweiht. Er setzte die Studien fort und wurde dabei vom Gregor Girard OFMConv besonders beeinflusst.
Anastasius Adam war einige Zeit Lehrer seines Ordens im Kloster in Freiburg und später Mitglied der Erziehungsbehörde in Solothurn. 1833 wurde die höhere Lehranstalt des Kantons zur Höheren Lehr- und Erziehungsanstalt des Kantons Solothurn, der heutigen Kantonsschule Solothurn, umgestaltet. Anastasius Adam übernahm dort provisorisch die Professur für Philosophie, bis der dafür vorgesehene Josef Anton Dollmayer aus München eintraf.
In Solothurn war er Domprediger und bekleidete die Stelle eines Ordensoberen des Minoritenklosters und des Provinzials der Franziskaner-Konventualen in der Schweiz mit damals noch vier Männer- und drei Frauenklöstern. In dieser Funktion versuchte er die Aufhebung des Klosters durch die Regierung zu verhindern, das Kloster wurde erst 1857 aufgehoben.
Nach seinem Tod wurde er im Kreuzgang des Franziskanerklosters in Solothurn beigesetzt.